# Petite Case Noyale
Petite Case Noyale är en ort i Mauritius.   Den ligger i distriktet Black River, i den västra delen av landet, 29 km sydväst om huvudstaden Port Louis. Antalet invånare är 1 525.
Terrängen runt Petite Case Noyale är huvudsakligen kuperad, men den allra närmaste omgivningen är platt. Havet är nära Petite Case Noyale åt nordväst. Runt Petite Case Noyale är det ganska glesbefolkat, med 36 invånare per kvadratkilometer. Närmaste större samhälle är Vacoas, 15,8 km nordost om Petite Case Noyale. I omgivningarna runt Petite Case Noyale växer i huvudsak städsegrön lövskog.